# Fatoua
Fatoua je biljni rod iz porodice dudovki kojemu pripadaju tri vrste rasprostranjene od Japana i Koreje na sjeveru, na jug preko Filipina, Malih sundskih otoka i Nove Gvineje do Australije. Jedna vrsta endemična je za Madagaskar, dio je tribusa Dorstenieae.

## Vrste
1. Fatoua madagascariensis Leandri
2. Fatoua pilosa Gaudich.
3. Fatoua villosa (Thunb.) Nakai

## Sinonimi
- Boehmeriopsis Kom.